# لاپیون
لاپیون (به فرانسوی: Lappion) یک کمون (فرانسه) در فرانسه است که در ان (ا-دو-فرانس) واقع شده‌است. لاپیون ۲۳٫۷۱ کیلومتر مربع مساحت دارد ۹۶ متر بالاتر از سطح دریا واقع شده‌است.